# Concrete utopia
Concrete utopia és una pel·lícula de thriller de catàstrofes de Corea del Sud de 2023 dirigida per Um Tae-hwa, que va escriure el guió amb Lee Shin-ji, basada en la segona part del webtoon Pleasant outcast de Kim Soongnyung. És protagonitzada per Lee Byung-hun, Park Seo-joon i Park Bo-young.
Concrete utopia està ambientada a Seül just després que un terratrèmol destrueixi la ciutat i segueix el veïnat de l'únic edifici que roman intacte que, mentre intenta sobreviure, s'enfronta a una violenta realitat i a decisions ètiques cruels i desesperades. La pel·lícula es va estrenar a les sales de cinema el 9 d'agost de 2023 i va ser elegida com a candidata de Corea del Sud per a l'Oscar a la millor pel·lícula de parla no anglesa per als Premis Oscar de 2023, tot i no ser finalment seleccionada. El gener de 2024 es va estrenar una seqüela independent titulada Badland hunters, amb un conjunt diferent de personatges que sobreviuen després del terratrèmol i el productor Byun Seung-min com a únic membre de l'equip tècnic original.

## Argument
Seül és devastada durant la nit per un gran terratrèmol. Tot s'ha ensorrat i només queda un lloc intacte: un conjunt d'apartaments anomenats Palau Imperial. Les persones residents comencen a sentir-s'hi amenaçades quan alguns supervivents externs que han sentit a parlar d'aquest refugi s'hi adrecen. Amb tot, s'uneixen per a sobreviure, i amb un nou líder resident, Yeong-tak, creen regles per als residents i impedeixen l'entrada de persones de fora. Gràcies a això, a diferència de l'infern exterior, els apartaments utòpics romanen segurs i tranquils. En una crisi inacabable per la supervivència, però, comença un conflicte imprevist entre ells.

## Producció
El 4 d'agost de 2020, Lotte Entertainment va anunciar una pel·lícula de thriller de catàstrofes amb Um Tae-hwa com a director i Lee Byung-hun i Park Bo-young en els papers protagonistes. Park Seo-joon, Park Ji-hu i Kim Do-yoon es van unir al repartiment l'abril de 2021.
La pel·lícula està dirigida per Um Tae-hwa i coproduïda per Climax Studio i BH Entertainment, i Lotte Entertainment n'és el distribuïdor. La música de la pel·lícula està composta per Kim Hae-won, mentre que Cho Hyoung-rae és el director de fotografia. El rodatge va començar el 16 d'abril de 2021 i va acabar a finals d'agost.
La pel·lícula es va estrenar comercialment a les sales el 9 d'agost de 2023 i es va projectar al Festival Internacional de Cinema de Toronto el 9 de setembre de 2023 per a la premsa i el 10 de setembre per al públic general. també es va projectar a la secció Òrbita del LVI Festival Internacional de Cinema Fantàstic de Catalunya el 12 d'octubre, i a la secció Spotlight on Korea del Hawaii International Film Festival el 18 d'octubre de 2023. Finalment, va tancar el London East Asia Film Festival el 29 d'octubre de 2023.
Concrete utopia es va estrenar el 9 d'agost en 1.621 pantalles, va posicionar-se en el primer lloc a la taquilla coreana, amb 231.015 entrades venudes, i va superar el milió d'espectadors el 12 d'agost, quatre dies després de la seva estrena. Va registrar un altre milió en els tres dies següents, superant així els dos milions d'espectadors en set dies, el 15 d'agost. Els tres milions els va aconseguir el 24 d'agost, setze dies després de la seua estrena.